# Ursí
|  | Per a altres significats, vegeu «Ursins». |

Ursí o Ursicí (? - Colònia, segle iv) fou un antipapa de l'Església Catòlica entre 366 i 381.
D'origen romà, era diaca de l'església romana quan es va negar a reconèixer el papa escollit Damas I i es va autoproclamar bisbe de Roma el 366. L'emperador Valentinià I va reconèixer Damas i va desterrar Ursí a Colònia el 367, de manera que Sant Damas va quedar com a màxim pontífex. Si bé posteriorment Valentinià li va permetre de tornar a Milà, dos mesos més tard li va prohibir totalment de tornar de nou a Roma o a la seva rodalia. En aquestes circumstàncies, els partidaris de l'antipapa es van reunir a Milà amb els arrians i varen continuar pretenent la seva successió i perseguint Damas fins a la mort d'Ursí.
Els partidaris de l'antipapa van llançar una acusació d'adulteri que va ser presentada contra Damas l'any 378 a la cort imperial però va ser exonerat, primer, per l'emperador Gracià mateix i després per un sínode romà de quaranta-quatre bisbes que a més excomunicà els acusadors.
A la mort de Damas I el 384, va intentar novament d'assumir el papat, però l'emperador Valentinià II el va desterrar a perpetuïtat el 385.